# The Caretaker (obra de teatro)
The Caretaker (El portero o El cuidador) es una obra de teatro en tres actos del dramaturgo británico Harold Pinter, Premio Nobel de Literatura en 2005, estrenada en 1960.La obra es la segunda obra de larga duración de Pinter y trata sobre el delicado equilibrio entre confianza y traición en las relaciones familiares.

## Argumento
El título hace referencia de una manera ambigua tanto a la posibilidad de cuidar a otra persona como a la de cuidar un piso. Los tres personajes de la obra intentarán cuidarse y cuidar la propiedad de una manera que vista desde fuera parece un desastre propio de una comedia clásica en blanco y negro dentro de una película de intriga y suspense. 
Aston, un joven en tratamiento psiquiátrico, invita a su hogar al maduro Davies, tras una disputa en una cafetería. Davies, que carece de alojamiento y dinero, acepta la oferta. Pronto se revela su carácter oportunista, parasitario, quejumbroso e incluso racista. Mick, hermano menor de Aston y propietario de la casa, se muestra irritado por la intromisión de Davies, al que termina por ofrecer el puesto de portero de la finca. Pero no tarda en arrepentirse. Davies intenta, en vano, conspirar junto a Mick contra Aston. Ante el fracaso de la maniobra, intenta de nuevo acercarse a este, pero ya será imposible.

## Representaciones destacadas
- Arts Theatre, Londres, 27 de abril de 1960. Estreno.[3]
  - Dirección: Donald McWhinnie.
  - Intérpretes: Donald Pleasence (Davies), Alan Bates (Mick), Peter Woodthorpe (Aston).

- Teatro María Guerrero, Madrid, 1962.[4]
  - Dirección: Josefina Sánchez-Pedreño.
  - Intérpretes: Carlos Mendy (Davies), Andrés González (Aston), José Caride (Mick).

- Buenos Aires, 1962.
  - Dirección:  Jorge Petraglia.
  - Intérpretes: Jorge Petraglia (Davies), Leal Rey (Aston), Rodolfo Relman (Mick).

- Circle in the Square Theatre, Broadway, Nueva York, 1986.
  - Dirección:  John Malkovich.
  - Intérpretes: Alan Wilder (Davies), Jeff Perry (Aston), Gary Sinise (Mick).

- Comedy Theatre, Londres, 1991.
  - Dirección: Harold Pinter.
  - Intérpretes: Donald Pleasence (Davies), Colin Firth (Aston), Peter Howitt (Mick).

- Comedy Theatre, Londres, 2000 – 2001.[5]
  - Dirección: Patrick Marber.
  - Intérpretes: Michael Gambon (Davies), Rupert Graves (Mick), Douglas Hodge (Aston).

- Artistas Unidos/Culturgest, Lisboa, 2002.
  - Dirección: João Meireles.
  - Intérpretes: Jorge Silva Melo (Davies), Américo Silva (Aston), José Airosa (Mick).

- American Airlines Theatre, Broadway, Nueva York, 2003.[6]
  - Dirección: David Jones.
  - Intérpretes: Patrick Stewart (Davies), Kyle MacLachlan (Aston), Aidan Gillen (Mick).

- Teatro Libre de Bogotá, Bogotá, Colombia, 2004. 
  - Dirección: Ricardo Camacho
  - Actuación de Héctor Bayona, Nelson Celis y Christian Ballesteros.

- Teatro de la Abadía, Madrid, 2006.[7]
  - Dirección: Carles Alfaro.
  - Intérpretes: Luis Bermejo (Aston), Enric Benavent (Davies), Ernesto Arias (Mick).

- Espai Lliure, Barcelona, 2014.[8]
  - Dirección: Xicu Masó.
  - Intérpretes: Carles Martínez (Anton), Albert Pérez (Daunis), Marc Rodríguez (Miki).

- Teatro Bellas Artes, Madrid, 2022.[8]
  - Dirección: Antonio Simón.
  - Intérpretes: Joaquín Climent (Anton), Álex Barahona (Daunis), Juan Díaz (Miki).